# China-Northern-Airlines-Flug 6901
Der China-Northern-Airlines-Flug 6901 (Flugnummer: CJ6901) war ein planmäßiger Inlandsflug der chinesischen Fluggesellschaft China Northern Airlines von Peking nach Ürümqi-Diwopu. Am 13. November 1993 wurde auf diesem Flug eine SAIC MD-82 ins Gelände geflogen, wobei 12 Menschen starben.

## Flugzeug
Bei dem verunglückten Flugzeug handelte es sich um eine SAIC MD-82, die zum Zeitpunkt des Unfalls 2 Jahre alt war. Bei der Maschine handelte es sich um eine von 30 MD-82, die nicht im Werk von McDonnell Douglas in Long Beach (Kalifornien) montiert wurden, sondern im Werk von SAIC in Shanghai. Das Modell SAIC MD-82 wurde am 2. Juli 1987 durch die FAA für den Luftverkehr zertifiziert.
Die auf dem Linienflug CJ6901 eingesetzte Maschine wurde am 31. Dezember 1991 neu an China Northern Airlines ausgeliefert. Das Flugzeug trug die Werksnummer 49849 und die Modellseriennummer 1772. Die Maschine wurde mit dem Luftfahrzeugkennzeichen B-2141 zugelassen. Das zweistrahlige Schmalrumpfflugzeug war mit zwei Triebwerken des Typs Pratt & Whitney JT8D-217A ausgestattet.

## Unfallhergang
Der Flug von Peking war zunächst ohne besondere Vorkommnisse verlaufen. Die Piloten hatten eine Landefreigabe für Bahn 25 erhalten. Im Endanflug auf Ürümqi deaktivierte sich der Autopilot. Da der Kapitän glaubte, der Autopilot würde sich immer noch im Anflugmodus befinden, versuchte er ihn anschließend wieder zu aktivieren. Als er wieder aktiviert wurde, sprang der Autopilot in den Vertikalgeschwindigkeitsmodus und zeigte eine Geschwindigkeit von −800 Fuß (ca. −245 Meter) pro Minute an. Eine Audio-Warnansage erfolgte: „Glideslope! Glideslope!“. Damit signalisierten die Systeme deutlich, dass sich die Maschine nicht auf dem Gleitweg befand. Die Besatzung reagierte nicht auf diese Warnung. Es folgte eine weitere Warnung: „Sinkrate!“ Auch darauf wurde nicht reagiert. Kurz darauf aktivierte sich das Bodenannäherungswarnsystem. Es folgte eine weitere und letzte Warnung: „Pull up!“, „Pull up!“ („Zieh hoch!“). Offenbar hatten die Piloten aufgrund ihrer mangelhaften Englischkenntnisse keine der Warnungen verstanden. Als die wegen der zu geringen Flughöhe der Maschine und vor dem Aufschlag auf dem Boden die Warnmeldung Pull up! von sich gab, wandte sich der Erste Offizier an den Kapitän und fragte ihn, was diese Worte bedeuteten. Dieser antwortete, das würde „hochziehen und auspendeln“ heißen. Die beiden Piloten ignorierten ansonsten auch diese Warnmeldung. Kurz darauf, um 14:56 Uhr, flog die Maschine in Hochspannungsleitungen und streifte anschließend eine Mauer, bis sie schließlich in einem Reisfeld aufschlug. Von den 102 Personen an Bord kamen 12 ums Leben, 30 wurden verletzt. Die Sichtweite in dem Gebiet um Ürümqi hatte zum Zeitpunkt des Unfalls etwa 1000 Meter betragen.

## Unfallursache
Das Unvermögen der Besatzung, den Autopiloten abzuschalten und die Maschine manuell zu landen, hatte zu dem Unfall beigetragen. Ein weiterer Faktor waren die schlechten Englischkenntnisse der Piloten, wodurch diese nicht begriffen, dass die Systeme sie vor einer drohenden Kollision mit dem Boden warnten. Diese Erkenntnisse legten gravierende Ausbildungsdefizite durch die Fluggesellschaft offen.
Die Abschaltung des Autopiloten muss durch einen der Piloten erfolgt sein. Der Grund dafür konnte nicht ermittelt werden, womöglich handelte es sich dabei um ein Versehen. Bei richtiger Einstellung bietet der Autopilot ein optimales Landeprofil mit richtigem Gleitwinkel durch Zuhilfenahme des Instrumentenlandesystems (ILS) an.
Als ein Besatzungsmitglied den Autopiloten wieder einschaltete, der benötigt wurde, um das ILS nutzen zu können, unterlief dem verantwortlichen Piloten ein folgenschwerer Fehler. Anstatt den „Gleitweg-Modus“ zu aktivieren, dem die Maschine dann gefolgt wäre, wurde der „Vertical Speed Modus“ aktiviert. Damit wurde der Autopilot aufgefordert, die gegenwärtige Sinkrate beizubehalten, die zum Zeitpunkt der Aktivierung 800 Fuß pro Minute statt der erforderlichen 700 Fuß betrug. Dadurch sank die MD-82 zunehmend unter den optimalen Gleitweg herab. Da die Besatzung sich auf die Landung konzentriert hatte, bemerkte sie ihren Fehler nicht.